# Torneo Invierno 1997 Primera División 'A'
El Torneo de Invierno 1997 representó la primera vuelta del ciclo futbolístico 1997-1998 de la Primera División A fue el tercer torneo corto y sexta temporada del circuito de plata de fútbol en México. Pachuca que retorno a la subdivisión fue el campeón al derrotar en cerrado duelo a Zacatecas.

## Sistema de competición
Los 21 equipos participantes se dividieron en 4 grupos de 5 equipos, juegan todos contra todos a una sola ronda, por lo que cada equipo jugó 20 partidos alternando un equipo que descanso cada jornada; al finalizar la temporada regular de 21 jornadas califican a la liguilla los 2 primeros lugares de cada grupo y los 4 mejores ubicados en la tabla general califican al repechaje de donde salen los últimos 2 equipos para la Eliminación directa.
- Fase de calificación: es la fase regular de clasificación que se integra por las 21 jornadas del torneo de aquí salen los mejores 8 equipos para la siguiente fase.
- Fase final: se sacarán o calificarán los mejores 8 de la tabla general y se organizarán los cuartos de final con el siguiente orden: 1º vs 8º, 2º vs 7º, 3º vs 6º y 4º vs 5º, siguiendo así con semifinales, y por último la final, todos los partidos de la fase final serán de ida y vuelta.

### Fase de calificación
En la fase de calificación participan los 21 clubes de la primera división A profesional jugando todos contra todos durante las 20 jornadas respectivas, a un solo partido. Se observará el sistema de puntos. La ubicación en la tabla general está sujeta a lo siguiente:
- Por juego ganado se obtendrán tres puntos.
- Por juego empatado se obtendrá un punto.
- Por juego perdido no se otorgan puntos.

El orden de los clubes al final de la Fase de Calificación del torneo corresponderá a la suma de los puntos obtenidos por cada uno de ellos y se presentará en forma descendente. Si al finalizar las 21 jornadas del torneo, dos o más clubes estuviesen empatados en puntos, su posición en la Tabla General será determinada atendiendo a los siguientes criterios de desempate:
1. Mejor diferencia entre los goles anotados y recibidos.
2. Mayor número de goles anotados.
3. Marcadores particulares entre los clubes empatados.
4. Mayor número de goles anotados como visitante.
5. Mejor ubicación en la Tabla General de Cocientes.
6. Tabla Fair Play.
7. Sorteo.

Participan por el título de Campeón de la Primera División 'A' en el Torneo Invierno 1997, automáticamente los primeros 4 lugares de cada grupo sin importar su ubicación en la tabla general calificaran, mas los segundos mejores 4 lugares de cada grupo, si algún segundo lugar se ubicara bajo los primeros 8 lugares de la tabla general accederá a una fase de reclasificación contra un tercer o cuarto lugar ubicado entre los primeros ocho lugares de la tabla general. Tras la fase de reclasificación los equipos clasificados a cuartos de final por el título serán 8; estos se ordenarán según su posición general en la tabla, si alguno más bajo eliminara a uno más alto, los equipos se recorrerán según su lugar obtenido.

### Fase final
- Calificarán los mejores ocho equipos de la tabla general jugando cuartos de final en el siguiente orden de enfrentamiento, que será el mejor contra el peor equipo clasificado:
- 1° vs 8°
- 2° vs 7°
- 3° vs 6°
- 4° vs 5°

- En semifinales participarán los cuatro clubes vencedores de cuartos de final, reubicándolos del uno al cuatro, de acuerdo a su mejor posición en la Tabla General de Clasificación al término de la jornada 21, enfrentándose 1° vs 4° y 2° vs 3°.

- Disputarán el título de Campeón del Torneo Invierno 1997 los dos clubes vencedores de la fase semifinal.

Todos los partidos de esta fase serán en formato de ida y vuelta, eligiendo siempre el club que haya quedado mejor ubicado en la Tabla General de Clasificación el horario de su partido como local.
Este torneo, el club que lo gane, disputará de ser necesario el juego de ascenso a Primera División Profesional, para que tal juego se pueda efectuar deberá haber un ganador distinto al del Torneo de Invierno 1997, en caso de que el campeón vigente lograra ganar el presente torneo este ascenderá automáticamente sin necesidad de jugar esta serie.

## Equipos participantes
En el Draft de la Primera A; se aprobaron los equipos filiales aunque ya algunos equipos de Primera División operaban con anterioridad equipos de la subdivisión; dos equipos solicitaron cambio de nombre y sede siendo: Acapulco se convirtió en Cuautitlán FC; Atlético Hidalgo se convirtió en Atlético Mexiquense; con motivo de los equipos filiales cuatro plazas de expansión fueron otorgadas: Unión de Curtidores, Chivas Tijuana, Jaguares de Colima y Halcones de Querétaro. El club ascendido de la Segunda División fue Atlético Bachilleres; el equipo que descendió de Primera División fue Pachuca el campeón de este torneo.

### Equipos por entidad federativa
| Entidad Federativa | N.º | Equipos                                       |
| ------------------ | --- | --------------------------------------------- |
| Guanajuato         | 3   | Irapuato, San Francisco y Unión de Curtidores |
| Estado de México   | 2   | Atlético Mexiquense y Cuautitlán              |
| Hidalgo            | 2   | Pachuca y Cruz Azul Hidalgo                   |
| Morelos            | 2   | Marte y Zacatepec                             |
| Tamaulipas         | 2   | Correcaminos y Tampico                        |
| Nuevo León         | 1   | Tigrillos                                     |
| Yucatán            | 1   | Atlético Yucatán                              |
| Coahuila           | 1   | Saltillo                                      |
| Zacatecas          | 1   | Real Sociedad de Zacatecas                    |
| Jalisco            | 1   | Bachilleres                                   |
| Colima             | 1   | Tecos Colima                                  |
| Baja California    | 1   | Chivas Tijuana                                |
| San Luis Potosí    | 1   | Real San Luis                                 |
| Michoacán          | 1   | La Piedad                                     |

### Información sobre equipos participantes
| \| Equipo \| Sede \| Estadio \| Capacidad \| Filial \| \| --------------------------- \| ------------------------------------ \| ---------------------------- \| --------- \| --------------------------- \| \| Atlético Mexiquense (AMX) \| Toluca de Lerdo, México \| La Bombonera \| 35.000 \| Diablos Rojos del Toluca \| \| Atlético Bachilleres (BAC) \| Guadalajara, Jalisco \| Jalisco \| 60.000 \| Zorros del Atlas \| \| Chivas Tijuana (TIJ) \| Tijuana, Baja California \| Cerro Colorado \| 12.000 \| Chivas de Guadalajara \| \| Cruz Azul Hidalgo (CAZ) \| Ciudad Cooperativa, Hidalgo \| 10 de diciembre \| 10.000 \| Máquina del Cruz Azul \| \| Correcaminos (UAT) \| Ciudad Victoria, Tamaulipas \| Marte R. Gómez \| 20.000 \| \| \| Cuautitlán (CUA) \| Cuautitlán Izcalli, México \| Los Pinos \| 8.000 \| Rayos del Necaxa \| \| Halcones de Querétaro (HAL) \| Querétaro, Querétaro \| Corregidora \| 35.000 \| Águilas del América \| \| Irapuato (IRA) \| Irapuato, Guanajuato \| Sergio León Chávez \| 26.000 \| Potros del Atlante \| \| Tecos Colima (JDC) \| Colima, Colima \| Colima \| 10.000 \| Tecos de la U.A.G \| \| La Piedad (LAP) \| La Piedad, Michoacán \| Juan N. López \| 20.000 \| Atlético Morelia \| \| Marte Morelos (MAR) \| Cuernavaca, Morelos \| Centenario \| 15.800 \| Tiburones Rojos de Veracruz \| \| Pachuca (PAC) \| Pachuca, Hidalgo \| Hidalgo \| 24.000 \| \| \| Real San Luis (RSL) \| San Luis Potosí, San Luis Potosí \| Plan de San Luis \| 18.000 \| Pumas de la UNAM \| \| RSD Zacatecas (RSZ) \| Zacatecas, Zacatecas \| Francisco Villa \| 18.000 \| Santos de Torreón \| \| San Francisco (ASF) \| San Francisco del Rincón, Guanajuato \| San Francisco \| 8.000 \| Atlético Celaya \| \| Saltillo (SAL) \| Saltillo, Coahuila \| Olímpico Francisco I. Madero \| 10.000 \| Rayados de Monterrey \| \| Tampico Madero (TM) \| Tampico-Ciudad Madero, Tamaulipas \| Tamaulipas \| 30.000 \| Camoteros del Puebla \| \| Tigrillos (TIG) \| San Nicolás de los Garza, Nuevo León \| Universitario \| 40.000 \| Tigres UANL \| \| Unión de Curtidores (UDC) \| León, Guanajuato \| La Martinica \| 12.000 \| Panzas del León \| \| Venados de Yucatán (ATY) \| Mérida, Yucatán \| Carlos Iturralde \| 24.000 \| \| \| Zacatepec (ZAC) \| Zacatepec, Morelos \| Agustín Coruco Díaz \| 18.000 \| Toros Neza \| |                                      |                              |           |                             |
| Equipo | Sede                                 | Estadio                      | Capacidad | Filial                      |
| Atlético Mexiquense (AMX) | Toluca de Lerdo, México              | La Bombonera                 | 35.000    | Diablos Rojos del Toluca    |
| Atlético Bachilleres (BAC) | Guadalajara, Jalisco                 | Jalisco                      | 60.000    | Zorros del Atlas            |
| Chivas Tijuana (TIJ) | Tijuana, Baja California             | Cerro Colorado               | 12.000    | Chivas de Guadalajara       |
| Cruz Azul Hidalgo (CAZ) | Ciudad Cooperativa, Hidalgo          | 10 de diciembre              | 10.000    | Máquina del Cruz Azul       |
| Correcaminos (UAT) | Ciudad Victoria, Tamaulipas          | Marte R. Gómez               | 20.000    |                             |
| Cuautitlán (CUA) | Cuautitlán Izcalli, México           | Los Pinos                    | 8.000     | Rayos del Necaxa            |
| Halcones de Querétaro (HAL) | Querétaro, Querétaro                 | Corregidora                  | 35.000    | Águilas del América         |
| Irapuato (IRA) | Irapuato, Guanajuato                 | Sergio León Chávez           | 26.000    | Potros del Atlante          |
| Tecos Colima (JDC) | Colima, Colima                       | Colima                       | 10.000    | Tecos de la U.A.G           |
| La Piedad (LAP) | La Piedad, Michoacán                 | Juan N. López                | 20.000    | Atlético Morelia            |
| Marte Morelos (MAR) | Cuernavaca, Morelos                  | Centenario                   | 15.800    | Tiburones Rojos de Veracruz |
| Pachuca (PAC) | Pachuca, Hidalgo                     | Hidalgo                      | 24.000    |                             |
| Real San Luis (RSL) | San Luis Potosí, San Luis Potosí     | Plan de San Luis             | 18.000    | Pumas de la UNAM            |
| RSD Zacatecas (RSZ) | Zacatecas, Zacatecas                 | Francisco Villa              | 18.000    | Santos de Torreón           |
| San Francisco (ASF) | San Francisco del Rincón, Guanajuato | San Francisco                | 8.000     | Atlético Celaya             |
| Saltillo (SAL) | Saltillo, Coahuila                   | Olímpico Francisco I. Madero | 10.000    | Rayados de Monterrey        |
| Tampico Madero (TM) | Tampico-Ciudad Madero, Tamaulipas    | Tamaulipas                   | 30.000    | Camoteros del Puebla        |
| Tigrillos (TIG) | San Nicolás de los Garza, Nuevo León | Universitario                | 40.000    | Tigres UANL                 |
| Unión de Curtidores (UDC) | León, Guanajuato                     | La Martinica                 | 12.000    | Panzas del León             |
| Venados de Yucatán (ATY) | Mérida, Yucatán                      | Carlos Iturralde             | 24.000    |                             |
| Zacatepec (ZAC) | Zacatepec, Morelos                   | Agustín Coruco Díaz          | 18.000    | Toros Neza                  |

## Torneo Regular
| Mexiquense       | 1 - 0        | Bachilleres         | La Bombonera       | 2 de agosto | 12:00 |
| San Francisco    | 1 - 3        | RSD Zacatecas       | San Francisco      | 2 de agosto | 16:00 |
| Marte Morelos    | 1 - 1        | Tampico Madero      | Centenario         | 2 de agosto | 16:00 |
| Tigrillos        | 2 - 3        | Zacatepec           | Universitario      | 2 de agosto | 19:00 |
| Pachuca          | 0 - 0        | Unión de Curtidores | Hidalgo            | 2 de agosto | 20:00 |
| Real San Luis    | 0 - 0        | Cruz Azul Hidalgo   | Plan de San Luis   | 3 de agosto | 12:00 |
| Irapuato         | 1 - 2        | Cuautitlán          | Sergio León Chávez | 3 de agosto | 12:00 |
| La Piedad        | 1 - 1        | Chivas Tijuana      | Juan N. López      | 3 de agosto | 15:00 |
| Correcaminos UAT | 4 - 2        | Saltillo Soccer     | Marte R. Gómez     | 3 de agosto | 15:00 |
| Yucatán          | 0 - 0        | Halcones Querétaro  | Carlos Iturralde   | 3 de agosto | 20:00 |
| Descansa:        | Tecos Colima | Tecos Colima        |                    |             |       |

| Saltillo Soccer     | 3 - 1         | Marte Morelos    | O. Francisco I. Madero | 9 de agosto  | 12:00 |
| Unión de Curtidores | 2 - 2         | Correcaminos UAT | La Martinica           | 9 de agosto  | 12:00 |
| Halcones Querétaro  | 1 - 2         | Pachuca          | Corregidora            | 9 de agosto  | 14:00 |
| Bachilleres         | 1 - 1         | La Piedad        | Jalisco                | 9 de agosto  | 14:00 |
| RSD Zacatecas       | 2 - 1         | Tecos Colima     | Francisco Villa        | 9 de agosto  | 19:00 |
| Tampico Madero      | 0 - 0         | Tigrillos        | Tamaulipas             | 9 de agosto  | 21:00 |
| Irapuato            | 0 - 1         | Yucatán          | Sergio León Chávez     | 10 de agosto | 12:00 |
| Zacatepec           | 3 - 1         | San Francisco    | Agustín Coruco Díaz    | 10 de agosto | 12:00 |
| Chivas Tijuana      | 0 - 0         | Cuautitlán       | Municipal de Ags       | 10 de agosto | 16:00 |
| Cruz Azul Hidalgo   | 2 - 1         | Mexiquense       | 10 de diciembre        | 10 de agosto | 16:00 |
| Descanso:           | Real San Luis | Real San Luis    |                        |              |       |

| Cuautitlán       | 1 - 1      | Bachilleres         | Los Pinos              | 15 de agosto | 16:00 |
| Saltillo Soccer  | 0 - 0      | Unión de Curtidores | O. Francisco I. Madero | 16 de agosto | 12:00 |
| Pachuca          | 2 - 2      | Irapuato            | Hidalgo                | 16 de agosto | 12:00 |
| Yucatán          | 4 - 1      | Chivas Tijuana      | Carlos Iturralde       | 16 de agosto | 17:00 |
| San Francisco    | 1 - 3      | Tampico Madero      | San Francisco          | 16 de agosto | 19:00 |
| Correcaminos UAT | 2 - 2      | Halcones Querétaro  | Marte R. Gómez         | 17 de agosto | 12:00 |
| Real San Luis    | 2 - 1      | RSD Zacatecas       | Plan de San Luis       | 17 de agosto | 12:00 |
| La Piedad        | 1 - 3      | Cruz Azul Hidalgo   | Juan N. López          | 17 de agosto | 14:00 |
| Marte Morelos    | 3 - 2      | Tigrillos           | Centenario             | 17 de agosto | 16:00 |
| Tecos Colima     | 1 - 2      | Zacatepec           | Colima                 | 17 de agosto | 16:00 |
| Descansa:        | Mexiquense | Mexiquense          |                        |              |       |

| Cruz Azul Hidalgo   | 1 - 2     | Cuautitlán       | 10 de diciembre     | 20 de agosto | 15:00 |
| Halcones Querétaro  | 7 - 2     | Saltillo Soccer  | Corregidora         | 20 de agosto | 17:00 |
| Unión de Curtidores | 4 - 2     | Marte Morelos    | La Martinica        | 20 de agosto | 17:00 |
| Chivas Tijuana      | 0 - 3     | Pachuca          | Municipal           | 20 de agosto | 19:00 |
| RSD Zacatecas       | 2 - 1     | Mexiquense       | Francisco Villa     | 20 de agosto | 19:00 |
| Irapuato            | 0 - 0     | Correcaminos UAT | Sergio León Chávez  | 20 de agosto | 19:00 |
| Tigrillos           | 3 - 0     | San Francisco    | Universitario       | 20 de agosto | 19:00 |
| Bachilleres         | 6 - 1     | Yucatán          | Jalisco             | 20 de agosto | 21:00 |
| Tampico Madero      | 1 - 5     | Tecos Colima     | Tamaulipas          | 20 de agosto | 20:45 |
| Zacatepec           | 3 - 1     | Real San Luis    | Agustín Coruco Díaz | 21 de agosto | 16:00 |
| Descansa:           | La Piedad | La Piedad        |                     |              |       |

| Unión de Curtidores | 3 - 3      | Halcones Querétaro | La Martinica           | 23 de agosto | 12:00 |
| Saltillo Soccer     | 0 - 0      | Irapuato           | O. Francisco I. Madero | 23 de agosto | 12:00 |
| Pachuca             | 2 - 0      | Bachilleres        | Hidalgo                | 23 de agosto | 13:00 |
| Mexiquense          | 4 - 3      | Zacatepec          | La Bombonera           | 23 de agosto | 14:00 |
| Yucatán             | 1 - 1      | Cruz Azul Hidalgo  | Carlos Iturralde       | 23 de agosto | 18:00 |
| Marte Morelos       | 2 - 1      | San Francisco      | Centenario             | 24 de agosto | 12:00 |
| Real San Luis       | 1 - 1      | Tampico Madero     | Plan de San Luis       | 24 de agosto | 12:00 |
| Correcaminos UAT    | 2 - 1      | Chivas Tijuana     | Marte R. Gómez         | 24 de agosto | 12:00 |
| La Piedad           | 1 - 2      | RSD Zacatecas      | Juan N. López          | 24 de agosto | 14:00 |
| Tecos Colima        | 0 - 2      | Tigrillos          | Colima                 | 24 de agosto | 16:00 |
| Descansa:           | Cuautitlán | Cuautitlán         |                        |              |       |

| Bachilleres        | 3 - 1   | Correcaminos UAT    | Jalisco             | 28 de agosto | 20:45 |
| Chivas Tijuana     | 2 - 2   | Saltillo Soccer     | Municipal           | 30 de agosto | 12:00 |
| Cruz Azul Hidalgo  | 2 - 2   | Pachuca             | 10 de diciembre     | 30 de agosto | 12:00 |
| San Francisco      | 4 - 0   | Tecos Colima        | San Francisco       | 30 de agosto | 16:00 |
| RSD Zacatecas      | 3 - 0   | Cuautitlán          | Francisco Villa     | 30 de agosto | 18:00 |
| Halcones Querétaro | 2 - 0   | Marte Morelos       | Corregidora         | 31 de agosto | 12:00 |
| Tigrillos          | 0 - 2   | Real San Luis       | Universitario       | 31 de agosto | 12:00 |
| Tampico Madero     | 3 - 2   | Mexiquense          | Tamaulipas          | 31 de agosto | 12:00 |
| Irapuato           | 0 - 1   | Unión de Curtidores | Sergio León Chávez  | 31 de agosto | 16:00 |
| Zacatepec          | 2 - 4   | La Piedad           | Agustín Coruco Díaz | 31 de agosto | 16:00 |
| Descansa:          | Yucatán | Yucatán             |                     |              |       |

| Unión de Curtidores | 1 - 1   | Chivas Tijuana    | La Martinica           | 6 de septiembre | 12:00 |
| Saltillo Soccer     | 3 - 0   | Bachilleres       | O. Francisco I. Madero | 6 de septiembre | 12:00 |
| Yucatán             | 3 - 2   | RSD Zacatecas     | Carlos Iturralde       | 6 de septiembre | 12:00 |
| Marte Morelos       | 1 - 1   | Tecos Colima      | Centenario             | 6 de septiembre | 14:00 |
| Halcones Querétaro  | 0 - 2   | Irapuato          | Corregidora            | 6 de septiembre | 17:00 |
| Cuautitlán          | 3 - 2   | Zacatepec         | Los Pinos              | 6 de septiembre | 19:00 |
| Mexiquense          | 0- 0    | Tigrillos         | La Bombonera           | 7 de septiembre | 12:00 |
| La Piedad           | 2 - 2   | Tampico Madero    | Juan N. López          | 7 de septiembre | 12:00 |
| Correcaminos UAT    | 1 - 0   | Cruz Azul Hidalgo | Marte R. Gómez         | 7 de septiembre | 12:00 |
| Real San Luis       | 2 - 1   | San Francisco     | Plan de San Luis       | 7 de septiembre | 12:00 |
| Descansa:           | Pachuca | Pachuca           |                        |                 |       |

| Cruz Azul Hidalgo | 2 - 1            | Saltillo Soccer     | 10 de diciembre     | 9 de septiembre  | 16:00 |
| Tecos Colima      | 1 - 1            | Real San Luis       | Colima              | 9 de septiembre  | 19:00 |
| Chivas Tijuana    | 3 - 1            | Halcones Querétaro  | Municipal           | 10 de septiembre | 15:00 |
| San Francisco     | 1 - 2            | Mexiquense          | San Francisco       | 10 de septiembre | 15:00 |
| RSD Zacatecas     | 1 - 1            | Pachuca             | Francisco Villa     | 10 de septiembre | 17:00 |
| Irapuato          | 2 - 0            | Marte Morelos       | Sergio León Chávez  | 10 de septiembre | 17:00 |
| Bachilleres       | 2 - 2            | Unión de Curtidores | Jalisco             | 10 de septiembre | 20:45 |
| Tigrillos         | 3 - 1            | La Piedad           | Universitario       | 10 de septiembre | 21:00 |
| Zacatepec         | 2 - 0            | Yucatán             | Agustín Coruco Díaz | 11 de septiembre | 15:00 |
| Tampico Madero    | 4 - 1            | Cuautitlán          | Tamaulipas          | 11 de septiembre | 16:00 |
| Descansa:         | Correcaminos UAT | Correcaminos UAT    |                     |                  |       |

| Unión de Curtidores | 1 - 1           | Cruz Azul Hidalgo | La Martinica       | 13 de septiembre | 12:00 |
| Pachuca             | 2 - 5           | Zacatepec         | Hidalgo            | 13 de septiembre | 12:00 |
| Yucatán             | 6 - 1           | Tampico Madero    | Carlos Iturralde   | 13 de septiembre | 12:00 |
| Halcones Querétaro  | 1 - 3           | Bachilleres       | Corregidora        | 13 de septiembre | 14:00 |
| Marte Morelos       | 1 - 4           | Real San Luis     | Centenario         | 13 de septiembre | 18:00 |
| Cuautitlán          | 3 - 1           | Tigrillos         | Los Pinos          | 14 de septiembre | 12:00 |
| Correcaminos UAT    | 2 - 0           | RSD Zacatecas     | Marte R. Gómez     | 14 de septiembre | 12:00 |
| Mexiquense          | 1 - 0           | Tecos Colima      | La Bombonera       | 14 de septiembre | 12:00 |
| Irapuato            | 2 - 1           | Chivas Tijuana    | Sergio León Chávez | 14 de septiembre | 16:00 |
| La Piedad           | 1 - 1           | San Francisco     | Juan N. López      | 14 de septiembre | 16:00 |
| Descansa:           | Saltillo Soccer | Saltillo Soccer   |                    |                  |       |

| Bachilleres       | 3 - 1               | Irapuato            | Jalisco             | 19 de septiembre | 20:45 |
| Marte Morelos     | 1 - 2               | Chivas Tijuana      | Centenario          | 20 de septiembre | 12:00 |
| Tampico Madero    | 1 - 2               | Pachuca             | Tamaulipas          | 20 de septiembre | 12:00 |
| Tigrillos         | 2 - 2               | Yucatán             | Universitario       | 20 de septiembre | 17:00 |
| RSD Zacatecas     | 2 - 1               | Saltillo Soccer     | Francisco Villa     | 20 de septiembre | 20:00 |
| San Francisco     | 0 - 1               | Cuautitlán          | San Francisco       | 21 de septiembre | 12:00 |
| Cruz Azul Hidalgo | 0 - 1               | Halcones Querétaro  | 10 de diciembre     | 21 de septiembre | 12:00 |
| Zacatepec         | 4 - 0               | Correcaminos UAT    | Agustín Coruco Díaz | 21 de septiembre | 14:00 |
| Tecos Colima      | 2 - 2               | La Piedad           | Colima              | 21 de septiembre | 16:00 |
| Real San Luis     | 0 - 0               | Mexiquense          | Plan de San Luis    | 21 de septiembre | 16:00 |
| Descansa:         | Unión de Curtidores | Unión de Curtidores |                     |                  |       |

| Chivas Tijuana      | 0 - 1              | Bachilleres        | Tres de Marzo          | 26 de septiembre | 20:00 |
| Unión de Curtidores | 1 - 2              | RSD Zacatecas      | La Martinica           | 27 de septiembre | 12:00 |
| Saltillo Soccer     | 2 - 0              | Zacatepec          | O. Francisco I. Madero | 27 de septiembre | 12:00 |
| Pachuca             | 2 - 1              | Tigrillos          | Hidalgo                | 27 de septiembre | 14:00 |
| Cuautitlán          | 1 - 1              | Tecos Colima       | Los Pinos              | 27 de septiembre | 14:00 |
| Yucatán             | 3 - 0              | San Francisco      | Carlos Iturralde       | 27 de septiembre | 19:00 |
| Marte Morelos       | 1 - 2              | Mexiquense         | Centenario             | 28 de septiembre | 12:00 |
| Correcaminos UAT    | 2 - 3              | Tampico Madero     | Marte R. Gómez         | 28 de septiembre | 12:00 |
| Irapuato            | 2 - 0              | Cruz Azul Hidalgo  | Sergio León Chávez     | 28 de septiembre | 12:00 |
| La Piedad           | 2 - 2              | Real San Luis      | Juan N. López          | 28 de septiembre | 16:00 |
| Descansa:           | Halcones Querétaro | Halcones Querétaro |                        |                  |       |

| Cruz Azul Hidalgo | 1 - 0    | Chivas Tijuana      | 10 de diciembre     | 1 de octubre | 15:00 |
| Mexiquense        | 3 - 3    | La Piedad           | La Bombonera        | 1 de octubre | 15:00 |
| San Francisco     | 0 - 0    | Pachuca             | San Francisco       | 1 de octubre | 17:00 |
| RSD Zacatecas     | 3 - 2    | Halcones Querétaro  | Francisco Villa     | 1 de octubre | 17:00 |
| Tigrillos         | 4 - 3    | Correcaminos UAT    | Universitario       | 1 de octubre | 19:00 |
| Tampico Madero    | 2 - 4    | Saltillo Soccer     | Tamaulipas          | 1 de octubre | 19:00 |
| Real San Luis     | 5 - 2    | Cuautitlán          | Plan de San Luis    | 1 de octubre | 20:00 |
| Zacatepec         | 5 - 1    | Unión de Curtidores | Agustín Coruco Díaz | 2 de octubre | 15:00 |
| Bachilleres       | 1 - 5    | Marte Morelos       | Jalisco             | 2 de octubre | 19:00 |
| Tecos Colima      | 2 - 2    | Yucatán             | Tres de Marzo       | 2 de octubre | 19:00 |
| Descansa:         | Irapuato | Irapuato            |                     |              |       |

| Bachilleres         | 2 - 1          | Cruz Azul Hidalgo | Jalisco                | 4 de octubre | 12:00 |
| Cuautitlán          | 1 - 2          | Mexiquense        | Los Pinos              | 4 de octubre | 12:00 |
| Yucatán             | 0 - 0          | Real San Luis     | Carlos Iturralde       | 4 de octubre | 16:00 |
| Marte Morelos       | 0 - 0          | La Piedad         | Centenario             | 4 de octubre | 19:00 |
| Correcaminos UAT    | 2 - 1          | San Francisco     | Marte R. Gómez         | 5 de octubre | 12:00 |
| Halcones Querétaro  | 2 - 1          | Zacatepec         | Corregidora            | 5 de octubre | 12:00 |
| Pachuca             | 2 - 2          | Tecos Colima      | Hidalgo                | 5 de octubre | 12:00 |
| Unión de Curtidores | 0 - 1          | Tampico Madero    | La Martinica           | 5 de octubre | 16:00 |
| Saltillo Soccer     | 2 - 1          | Tigrillos         | O. Francisco I. Madero | 5 de octubre | 16:00 |
| Irapuato            | 3 - 3          | RSD Zacatecas     | Sergio León Chávez     | 6 de octubre | 21:00 |
| Descansa:           | Chivas Tijuana | Chivas Tijuana    |                        |              |       |

| Tigrillos         | 1 - 1       | Unión de Curtidores | Universitario       | 11 de octubre | 12:00 |
| Tampico Madero    | 2 - 0       | Halcones Querétaro  | Tamaulipas          | 11 de octubre | 12:00 |
| Zacatepec         | 1 - 2       | Irapuato            | Agustín Coruco Díaz | 11 de octubre | 16:00 |
| RSD Zacatecas     | 1 - 1       | Chivas Tijuana      | Francisco Villa     | 11 de octubre | 19:00 |
| La Piedad         | 2 - 1       | Cuautitlán          | Juan N. López       | 11 de octubre | 19:00 |
| Real San Luis     | 1 - 3       | Pachuca             | Plan de San Luis    | 12 de octubre | 12:00 |
| Cruz Azul Hidalgo | 2 - 0       | Marte Morelos       | 10 de diciembre     | 12 de octubre | 12:00 |
| Mexiquense        | 3 - 0       | Yucatán             | La Bombonera        | 12 de octubre | 12:00 |
| San Francisco     | 2 - 1       | Saltillo Soccer     | San Francisco       | 12 de octubre | 16:00 |
| Tecos Colima      | 1 - 1       | Correcaminos UAT    | Colima              | 12 de octubre | 16:00 |
| Descansa:         | Bachilleres | Bachilleres         |                     |               |       |

| Chivas Tijuana      | 2 - 1             | Zacatepec         | Jalisco                | 15 de octubre | 15:00 |
| Saltillo Soccer     | 2 - 1             | Tecos Colima      | O. Francisco I. Madero | 15 de octubre | 15:00 |
| Marte Morelos       | 1 - 1             | Cuautitlán        | Centenario             | 15 de octubre | 15:00 |
| Correcaminos UAT    | 4 - 1             | Real San Luis     | Marte R. Gómez         | 15 de octubre | 17:00 |
| Halcones Querétaro  | 1 - 1             | Tigrillos         | Corregidora            | 15 de octubre | 19:00 |
| Unión de Curtidores | 2 - 1             | San Francisco     | La Martinica           | 16 de octubre | 12:00 |
| Pachuca             | 5 - 1             | Mexiquense        | Hidalgo                | 16 de octubre | 12:00 |
| Irapuato            | 0 - 0             | Tampico Madero    | Sergio León Chávez     | 16 de octubre | 15:00 |
| Bachilleres         | 1 - 2             | RSD Zacatecas     | Jalisco                | 16 de octubre | 18:00 |
| Yucatán             | 2 - 0             | La Piedad         | Carlos Iturralde       | 16 de octubre | 19:00 |
| Descansa:           | Cruz Azul Hidalgo | Cruz Azul Hidalgo |                        |               |       |

| Mexiquense     | 3 - 1         | Correcaminos UAT    | La Bombonera        | 18 de octubre | 12:00 |
| San Francisco  | 3 - 1         | Halcones Querétaro  | San Francisco       | 18 de octubre | 12:00 |
| Tigrillos      | 0 - 1         | Irapuato            | Universitario       | 18 de octubre | 17:00 |
| Real San Luis  | 1 - 0         | Saltillo Soccer     | Plan de San Luis    | 18 de octubre | 19:00 |
| Tampico Madero | 1 - 1         | Chivas Tijuana      | Tamaulipas          | 18 de octubre | 19:00 |
| Cuautitlán     | 1 - 2         | Yucatán             | Los Pinos           | 19 de octubre | 12:00 |
| Tecos Colima   | 1 - 1         | Unión de Curtidores | Colima              | 19 de octubre | 12:00 |
| RSD Zacatecas  | 2 - 1         | Cruz Azul Hidalgo   | Francisco Villa     | 19 de octubre | 14:00 |
| Zacatepec      | 3 - 1         | Bachilleres         | Agustín Coruco Díaz | 19 de octubre | 16:00 |
| La Piedad      | 3 - 3         | Pachuca             | Juan N. López       | 19 de octubre | 16:00 |
| Descansa:      | Marte Morelos | Marte Morelos       |                     |               |       |

| Bachilleres         | 0 - 0         | Tampico Madero | Jalisco                | 24 de octubre | 20:45 |
| Pachuca             | 2 - 2         | Cuautitlán     | Hidalgo                | 25 de octubre | 12:00 |
| Cruz Azul Hidalgo   | 3 - 1         | Zacatepec      | 10 de diciembre        | 25 de octubre | 12:00 |
| Unión de Curtidores | 1 - 0         | Real San Luis  | La Martinica           | 25 de octubre | 16:00 |
| Saltillo Soccer     | 1 - 2         | Mexiquense     | O. Francisco I. Madero | 25 de octubre | 17:00 |
| Marte Morelos       | 1 - 3         | Yucatán        | Centenario             | 25 de octubre | 20:00 |
| Halcones Querétaro  | 0 - 4         | Tecos Colima   | Corregidora            | 26 de octubre | 12:00 |
| Correcaminos UAT    | 2 - 0         | La Piedad      | Marte R. Gómez         | 26 de octubre | 12:00 |
| Chivas Tijuana      | 7 - 1         | Tigrillos      | Jalisco                | 26 de octubre | 16:00 |
| Irapuato            | 2 - 1         | San Francisco  | Sergio León Chávez     | 26 de octubre | 16:00 |
| Descansa:           | RSD Zacatecas | RSD Zacatecas  |                        |               |       |

| Mexiquense     | 1 - 3     | Unión de Curtidores | La Bombonera     | 28 de octubre | 15:00 |
| Cuautitlán     | 1 - 1     | Correcaminos UAT    | Los Pinos        | 29 de octubre | 15:00 |
| San Francisco  | 1 - 3     | Chivas Tijuana      | San Francisco    | 29 de octubre | 15:00 |
| Tecos Colima   | 2 - 3     | Irapuato            | Colima           | 29 de octubre | 17:00 |
| Real San Luis  | 1 - 2     | Halcones Querétaro  | Plan de San Luis | 29 de octubre | 21:00 |
| RSD Zacatecas  | 0 - 2     | Marte Morelos       | Francisco Villa  | 30 de octubre | 16:00 |
| Tigrillos      | 2 - 0     | Bachilleres         | Universitario    | 30 de octubre | 17:00 |
| Yucatán        | 0 - 0     | Pachuca             | Carlos Iturralde | 30 de octubre | 17:00 |
| Tampico Madero | 0 - 0     | Cruz Azul Hidalgo   | Tamaulipas       | 30 de octubre | 19:00 |
| La Piedad      | 3 - 2     | Saltillo Soccer     | Juan N. López    | 30 de octubre | 20:00 |
| Descansa:      | Zacatepec | Zacatepec           |                  |               |       |

| Chivas Tijuana      | 2 - 1          | Tecos Colima   | Jalisco                | 1 de noviembre | 12:00 |
| Cruz Azul Hidalgo   | 4 - 2          | Tigrillos      | 10 de diciembre        | 1 de noviembre | 12:00 |
| Correcaminos UAT    | 0 - 2          | Yucatán        | Marte R. Gómez         | 1 de noviembre | 12:00 |
| Marte Morelos       | 5 - 2          | Pachuca        | Centenario             | 1 de noviembre | 16:00 |
| Halcones Querétaro  | 4 - 0          | Mexiquense     | Corregidora            | 1 de noviembre | 17:00 |
| RSD Zacatecas       | 1 - 1          | Zacatepec      | Francisco Villa        | 2 de noviembre | 12:00 |
| Bachilleres         | 1 - 0          | San Francisco  | Jalisco                | 2 de noviembre | 12:00 |
| Saltillo Soccer     | 1 - 0          | Cuautitlán     | O. Francisco I. Madero | 2 de noviembre | 14:00 |
| Unión de Curtidores | 3 - 1          | La Piedad      | La Martinica           | 2 de noviembre | 16:00 |
| Irapuato            | 2 - 1          | Real San Luis  | Sergio León Chávez     | 2 de noviembre | 16:00 |
| Descansa:           | Tampico Madero | Tampico Madero |                        |                |       |

| Real San Luis  | 2 - 1     | Chivas Tijuana      | Plan de San Luis | 7 de noviembre | 21:00 |
| Mexiquense     | 3 - 1     | Irapuato            | La Bombonera     | 8 de noviembre | 12:00 |
| Yucatán        | 3 - 4     | Saltillo Soccer     | Carlos Iturralde | 8 de noviembre | 14:00 |
| Cuautitlán     | 3 - 1     | Unión de Curtidores | Los Pinos        | 8 de noviembre | 14:00 |
| San Francisco  | 8 - 0     | Cruz Azul Hidalgo   | San Francisco    | 8 de noviembre | 17:00 |
| Pachuca        | 2 - 1     | Correcaminos UAT    | Hidalgo          | 8 de noviembre | 20:00 |
| Tampico Madero | 2 - 2     | RSD Zacatecas       | Tamaulipas       | 9 de noviembre | 12:00 |
| Marte Morelos  | 0 - 4     | Zacatepec           | Centenario       | 9 de noviembre | 12:00 |
| Tecos Colima   | 4 - 1     | Bachilleres         | Colima           | 9 de noviembre | 12:00 |
| La Piedad      | 1 - 0     | Halcones Querétaro  | Juan N. López    | 9 de noviembre | 12:00 |
| Descansa:      | Tigrillos | Tigrillos           |                  |                |       |

| Bachilleres         | 5-0           | Real San Luis  | Jalisco                | 14 de noviembre | 20:45 |
| Chivas Tijuana      | 2-6           | Mexiquense     | Tres de Marzo          | 15 de noviembre | 15:00 |
| Cruz Azul Hidalgo   | 1-2           | Tecos Colima   | 10 de diciembre        | 15 de noviembre | 17:00 |
| Saltillo Soccer     | 0-0           | Pachuca        | O. Francisco I. Madero | 15 de noviembre | 17:00 |
| Unión de Curtidores | 2-0           | Yucatán        | Nou Camp               | 15 de noviembre | 19:00 |
| Halcones Querétaro  | 3-1           | Cuautitlán     | Corregidora            | 15 de noviembre | 20:00 |
| RSD Zacatecas       | 0-1           | Tigrillos      | Francisco Villa        | 15 de noviembre | 20:30 |
| Correcaminos UAT    | 2-0           | Marte Morelos  | Marte R. Gómez         | 15 de noviembre | 21:00 |
| Irapuato            | 1-1           | La Piedad      | Sergio León Chávez     | 16 de noviembre | 12:00 |
| Zacatepec           | 2-0           | Tampico Madero | Agustín Coruco Díaz    | 16 de noviembre | 15:00 |
| Descansa:           | San Francisco | San Francisco  |                        |                 |       |

## Grupos

### Grupo 1
| Pos. | Equipo               | Pts. | PJ | G  | E  | P | GF | GC | Dif. | Clasificación                   |
| ---- | -------------------- | ---- | -- | -- | -- | - | -- | -- | ---- | ------------------------------- |
| 1    | RS de Zacatecas      | 38   | 20 | 11 | 5  | 4 | 38 | 26 | +12  | Cuartos de final de la liguilla |
| 2    | Pachuca (C)          | 35   | 20 | 8  | 11 | 1 | 36 | 26 | +10  | Cuartos de final de la liguilla |
| 3    | Atlético Bachilleres | 26   | 20 | 7  | 5  | 8 | 28 | 29 | −1   |                                 |
| 4    | Tigrillos UANL       | 24   | 20 | 6  | 6  | 8 | 28 | 28 | 0    |                                 |
| 5    | Jaguares de Colima   | 22   | 20 | 5  | 7  | 8 | 26 | 27 | −1   |                                 |
| 6    | Cuautiltlán          | 19   | 20 | 4  | 7  | 9 | 24 | 32 | −8   |                                 |

 Fuente: [cita requerida]

### Grupo 2
| Pos. | Equipo                 | Pts. | PJ | G  | E | P  | GF | GC | Dif. | Clasificación                   |
| ---- | ---------------------- | ---- | -- | -- | - | -- | -- | -- | ---- | ------------------------------- |
| 1    | Yucatán                | 36   | 20 | 10 | 6 | 4  | 33 | 20 | +13  | Cuartos de final de la liguilla |
| 2    | Tampico                | 33   | 20 | 8  | 9 | 3  | 32 | 25 | +7   | Cuartos de final de la liguilla |
| 3    | Correcaminos UAT       | 30   | 20 | 8  | 6 | 6  | 31 | 30 | +1   |                                 |
| 4    | Unión de Curtidores    | 22   | 20 | 5  | 7 | 8  | 22 | 26 | −4   |                                 |
| 5    | Atlético San Francisco | 20   | 20 | 6  | 2 | 12 | 31 | 30 | +1   |                                 |

 Fuente: [cita requerida]

### Grupo 3
| Pos. | Equipo                | Pts. | PJ | G  | E | P  | GF | GC | Dif. | Clasificación                   |
| ---- | --------------------- | ---- | -- | -- | - | -- | -- | -- | ---- | ------------------------------- |
| 1    | Atlético Mexiquense   | 47   | 20 | 15 | 2 | 3  | 44 | 24 | +20  | Cuartos de final de la liguilla |
| 2    | Zacatepec             | 32   | 20 | 10 | 2 | 8  | 40 | 31 | +9   | Cuartos de final de la liguilla |
| 3    | Cruz Azul Hidalgo     | 25   | 20 | 7  | 4 | 9  | 25 | 34 | −9   |                                 |
| 4    | Halcones de Querétaro | 19   | 20 | 5  | 4 | 11 | 24 | 38 | −14  |                                 |
| 5    | La Piedad             | 19   | 20 | 4  | 7 | 9  | 26 | 42 | −16  |                                 |

 Fuente: [cita requerida]

### Grupo 4
| Pos. | Equipo          | Pts. | PJ | G | E | P  | GF | GC | Dif. | Clasificación                   |
| ---- | --------------- | ---- | -- | - | - | -- | -- | -- | ---- | ------------------------------- |
| 1    | Irapuato        | 32   | 20 | 9 | 5 | 6  | 27 | 24 | +3   | Cuartos de final de la liguilla |
| 2    | Saltillo Soccer | 30   | 20 | 8 | 6 | 6  | 27 | 22 | +5   | Cuartos de final de la liguilla |
| 3    | Real San Luis   | 25   | 20 | 6 | 7 | 7  | 21 | 28 | −7   |                                 |
| 4    | Chivas Tijuana  | 19   | 20 | 4 | 7 | 9  | 23 | 33 | −10  |                                 |
| 5    | Marte Morelos   | 17   | 20 | 4 | 5 | 11 | 22 | 37 | −15  |                                 |

 Fuente: [cita requerida]

## Tabla general
| Pos. | Equipo                 | Pts. | PJ | G  | E  | P  | GF | GC | Dif. | Clasificación                   |
| ---- | ---------------------- | ---- | -- | -- | -- | -- | -- | -- | ---- | ------------------------------- |
| 1    | Atlético Mexiquense    | 47   | 20 | 15 | 2  | 3  | 44 | 24 | +20  | Cuartos de final de la liguilla |
| 2    | RS de Zacatecas        | 38   | 20 | 11 | 5  | 4  | 38 | 26 | +12  | Cuartos de final de la liguilla |
| 3    | Yucatán                | 36   | 20 | 10 | 6  | 4  | 33 | 20 | +13  | Cuartos de final de la liguilla |
| 4    | Pachuca (C)            | 35   | 20 | 8  | 11 | 1  | 36 | 26 | +10  | Cuartos de final de la liguilla |
| 5    | Tampico                | 33   | 20 | 8  | 9  | 3  | 32 | 25 | +7   | Cuartos de final de la liguilla |
| 6    | Zacatepec              | 32   | 20 | 10 | 2  | 8  | 40 | 31 | +9   | Cuartos de final de la liguilla |
| 7    | Irapuato               | 32   | 20 | 9  | 5  | 6  | 27 | 24 | +3   | Cuartos de final de la liguilla |
| 8    | Saltillo Soccer        | 30   | 20 | 8  | 6  | 6  | 27 | 22 | +5   | Cuartos de final de la liguilla |
| 9    | Correcaminos UAT       | 30   | 20 | 8  | 6  | 6  | 31 | 30 | +1   |                                 |
| 10   | Atlético Bachilleres   | 26   | 20 | 7  | 5  | 8  | 28 | 29 | −1   |                                 |
| 11   | Real San Luis          | 25   | 20 | 6  | 7  | 7  | 21 | 28 | −7   |                                 |
| 12   | Cruz Azul Hidalgo      | 25   | 20 | 7  | 4  | 9  | 25 | 34 | −9   |                                 |
| 13   | Tigrillos UANL         | 24   | 20 | 6  | 6  | 8  | 28 | 28 | 0    |                                 |
| 14   | Jaguares de Colima     | 22   | 20 | 5  | 7  | 8  | 26 | 27 | −1   |                                 |
| 15   | Unión de Curtidores    | 22   | 20 | 5  | 7  | 8  | 22 | 26 | −4   |                                 |
| 16   | Atlético San Francisco | 20   | 20 | 6  | 2  | 12 | 31 | 30 | +1   |                                 |
| 17   | Cuautiltlán            | 19   | 20 | 4  | 7  | 9  | 24 | 32 | −8   |                                 |
| 18   | Chivas Tijuana         | 19   | 20 | 4  | 7  | 9  | 23 | 33 | −10  |                                 |
| 19   | Halcones de Querétaro  | 19   | 20 | 5  | 4  | 11 | 24 | 38 | −14  |                                 |
| 20   | La Piedad              | 19   | 20 | 4  | 7  | 9  | 26 | 42 | −16  |                                 |
| 21   | Marte Morelos          | 17   | 20 | 4  | 5  | 11 | 22 | 37 | −15  |                                 |

 Fuente: [cita requerida]

## Goleadores
| Pos. | Jugador        | Equipo    | Goles |
| ---- | -------------- | --------- | ----- |
| 1    | Níver Arboleda | Zacatepec | 17    |

## Liguilla
|  | Cuartos de final                                                    | Cuartos de final                                                    | Cuartos de final                                                    | Cuartos de final                                                    | Cuartos de final                                                    |   |   | Semifinales                                                   | Semifinales                                                   | Semifinales                                                   | Semifinales                                                   | Semifinales                                                   |  |   | Final                                                          | Final                                                          | Final                                                          | Final                                                          | Final                                                          |  |
|  | 22 de noviembre de 1997 (ida) 29 y 30 de noviembre de 1997 (vuelta) | 22 de noviembre de 1997 (ida) 29 y 30 de noviembre de 1997 (vuelta) | 22 de noviembre de 1997 (ida) 29 y 30 de noviembre de 1997 (vuelta) | 22 de noviembre de 1997 (ida) 29 y 30 de noviembre de 1997 (vuelta) | 22 de noviembre de 1997 (ida) 29 y 30 de noviembre de 1997 (vuelta) |   |   | 6 de diciembre de 1997 (ida) 13 de diciembre de 1997 (vuelta) | 6 de diciembre de 1997 (ida) 13 de diciembre de 1997 (vuelta) | 6 de diciembre de 1997 (ida) 13 de diciembre de 1997 (vuelta) | 6 de diciembre de 1997 (ida) 13 de diciembre de 1997 (vuelta) | 6 de diciembre de 1997 (ida) 13 de diciembre de 1997 (vuelta) |  |   | 17 de diciembre de 1997 (ida) 20 de diciembre de 1997 (vuelta) | 17 de diciembre de 1997 (ida) 20 de diciembre de 1997 (vuelta) | 17 de diciembre de 1997 (ida) 20 de diciembre de 1997 (vuelta) | 17 de diciembre de 1997 (ida) 20 de diciembre de 1997 (vuelta) | 17 de diciembre de 1997 (ida) 20 de diciembre de 1997 (vuelta) |  |
|  |                                                                     |                                                                     |                                                                     |                                                                     |                                                                     |   |   |                                                               |                                                               |                                                               |                                                               |                                                               |  |   |                                                                |                                                                |                                                                |                                                                |                                                                |  |
|  |                                                                     |                                                                     |                                                                     |                                                                     |                                                                     |   |   |                                                               |                                                               |                                                               |                                                               |                                                               |  |   |                                                                |                                                                |                                                                |                                                                |                                                                |  |
|  | 2                                                                   | RS de Zacatecas (*)                                                 | 2                                                                   | 1                                                                   | 3                                                                   |   |   |                                                               |                                                               |                                                               |                                                               |                                                               |  |   |                                                                |                                                                |                                                                |                                                                |                                                                |  |
|  | 2                                                                   | RS de Zacatecas (*)                                                 | 2                                                                   | 1                                                                   | 3                                                                   |   |   |                                                               |                                                               |                                                               |                                                               |                                                               |  |   |                                                                |                                                                |                                                                |                                                                |                                                                |  |
|  | 7                                                                   | Irapuato                                                            | 1                                                                   | 2                                                                   | 3                                                                   |   |   |                                                               |                                                               |                                                               |                                                               |                                                               |  |   |                                                                |                                                                |                                                                |                                                                |                                                                |  |
|  | 7                                                                   | Irapuato                                                            | 1                                                                   | 2                                                                   | 3                                                                   |   | 2 | RS de Zacatecas (*)                                           | 0                                                             | 2                                                             | 2                                                             |                                                               |  |   |                                                                |                                                                |                                                                |                                                                |                                                                |  |
|  |                                                                     |                                                                     |                                                                     |                                                                     |                                                                     |   | 2 | RS de Zacatecas (*)                                           | 0                                                             | 2                                                             | 2                                                             |                                                               |  |   |                                                                |                                                                |                                                                |                                                                |                                                                |  |
|  |                                                                     |                                                                     | 3                                                                   | Yucatán                                                             | 1                                                                   | 1 | 2 |                                                               |                                                               |                                                               |                                                               |                                                               |  |   |                                                                |                                                                |                                                                |                                                                |                                                                |  |
|  | 3                                                                   | Yucatán                                                             | 3                                                                   | Yucatán                                                             | 1                                                                   | 1 | 2 | 1                                                             | 2                                                             | 3                                                             |                                                               |                                                               |  |   |                                                                |                                                                |                                                                |                                                                |                                                                |  |
|  | 3                                                                   | Yucatán                                                             |                                                                     |                                                                     |                                                                     |   |   |                                                               |                                                               | 3                                                             |                                                               |                                                               |  |   |                                                                |                                                                |                                                                |                                                                |                                                                |  |
|  | 6                                                                   | Zacatepec                                                           | 1                                                                   | 0                                                                   | 1                                                                   |   |   |                                                               |                                                               |                                                               |                                                               |                                                               |  |   |                                                                |                                                                |                                                                |                                                                |                                                                |  |
|  | 6                                                                   | Zacatepec                                                           | 1                                                                   | 0                                                                   | 1                                                                   |   |   |                                                               |                                                               |                                                               |                                                               |                                                               |  | 2 | RS de Zacatecas                                                | 1                                                              | 0                                                              | 1                                                              |                                                                |  |
|  |                                                                     |                                                                     |                                                                     |                                                                     |                                                                     |   |   |                                                               |                                                               |                                                               |                                                               |                                                               |  | 2 | RS de Zacatecas                                                | 1                                                              | 0                                                              | 1                                                              |                                                                |  |
|  |                                                                     |                                                                     | 4                                                                   | Pachuca                                                             | 2                                                                   | 0 | 2 |                                                               |                                                               |                                                               |                                                               |                                                               |  |   |                                                                |                                                                |                                                                |                                                                |                                                                |  |
|  | 1                                                                   | Atlético Mexiquense                                                 | 4                                                                   | Pachuca                                                             | 2                                                                   | 0 | 2 | 1                                                             | 4                                                             | 5                                                             |                                                               |                                                               |  |   |                                                                |                                                                |                                                                |                                                                |                                                                |  |
|  | 1                                                                   | Atlético Mexiquense                                                 |                                                                     |                                                                     |                                                                     |   |   |                                                               |                                                               | 5                                                             |                                                               |                                                               |  |   |                                                                |                                                                |                                                                |                                                                |                                                                |  |
|  | 8                                                                   | Saltillo Soccer                                                     | 0                                                                   | 0                                                                   | 0                                                                   |   |   |                                                               |                                                               |                                                               |                                                               |                                                               |  |   |                                                                |                                                                |                                                                |                                                                |                                                                |  |
|  | 8                                                                   | Saltillo Soccer                                                     | 0                                                                   | 0                                                                   | 0                                                                   |   | 1 | Atlético Mexiquense                                           | 1                                                             | 1                                                             | 2                                                             |                                                               |  |   |                                                                |                                                                |                                                                |                                                                |                                                                |  |
|  |                                                                     |                                                                     |                                                                     |                                                                     |                                                                     |   | 1 | Atlético Mexiquense                                           | 1                                                             | 1                                                             | 2                                                             |                                                               |  |   |                                                                |                                                                |                                                                |                                                                |                                                                |  |
|  |                                                                     |                                                                     | 4                                                                   | Pachuca                                                             | 4                                                                   | 1 | 5 |                                                               |                                                               |                                                               |                                                               |                                                               |  |   |                                                                |                                                                |                                                                |                                                                |                                                                |  |
|  | 4                                                                   | Pachuca (*)                                                         | 4                                                                   | Pachuca                                                             | 4                                                                   | 1 | 5 | 1                                                             | 1                                                             | 2                                                             |                                                               |                                                               |  |   |                                                                |                                                                |                                                                |                                                                |                                                                |  |
|  | 4                                                                   | Pachuca (*)                                                         |                                                                     |                                                                     |                                                                     |   |   |                                                               |                                                               | 2                                                             |                                                               |                                                               |  |   |                                                                |                                                                |                                                                |                                                                |                                                                |  |
|  | 5                                                                   | Tampico Madero                                                      | 1                                                                   | 1                                                                   | 2                                                                   |   |   |                                                               |                                                               |                                                               |                                                               |                                                               |  |   |                                                                |                                                                |                                                                |                                                                |                                                                |  |
|  | 5                                                                   | Tampico Madero                                                      | 1                                                                   | 1                                                                   | 2                                                                   |   |   |                                                               |                                                               |                                                               |                                                               |                                                               |  |   |                                                                |                                                                |                                                                |                                                                |                                                                |  |
|  |                                                                     |                                                                     |                                                                     |                                                                     |                                                                     |   |   |                                                               |                                                               |                                                               |                                                               |                                                               |  |   |                                                                |                                                                |                                                                |                                                                |                                                                |  |

- (*) Avanza por su posición en la tabla general.

| Campeón Invierno 1997 |
| --------------------- |
| Pachuca (4° título)   |

### Final
| 17 de diciembre, 20:00 | Pachuca                                | 2-1 | RSD Zacatecas  | Estadio Hidalgo, Pachuca                                      |                                                               |
|                        | Torres Servín 6' · Salvador Aguado 40' |     | Oscar Vega 26' | Asistencia: 24,000 espectadores Árbitro(s): Pascual Rebolledo | Asistencia: 24,000 espectadores Árbitro(s): Pascual Rebolledo |

| 20 de diciembre, 21:00                | RSD Zacatecas | 0-0 | Pachuca | Estadio Francisco Villa, Zacatecas                            |  |
|                                       |               |     |         | Asistencia: 15,000 espectadores Árbitro(s): Felipe Ramos Rizo |  |
| Pachuca Campeón de Primera División A |               |     |         |                                                               |  |

| Predecesor: Verano 1997 | Temporadas de la Primera División de México Invierno 1997 | Sucesor: Verano 1998 |